# Palustriella decipiens
Palustriella decipiens là một loài Rêu trong họ Amblystegiaceae. Loài này được (De Not.) Ochyra mô tả khoa học đầu tiên năm 1989.